# Vulsor
Vulsor és un gènere d'aranyes araneomorfes de la família dels viridàsids (Viridasiidae). Fou descrit per primera vegada per Eugène Simon el 1889.
Les espècies de Vulsor viuen a Madagascar, les illes Comores i Brasil.

## Taxonomia
Segons el World Spider Catalog amb data de 23 de gener de 2019 hi ha les següents espècies:
- Vulsor bidens Simon, 1889
- Vulsor isaloensis (Ono, 1993)
- Vulsor occidentalis Mello-Leitão, 1922
- Vulsor penicillatus Simon, 1896
- Vulsor quartus Strand, 1907
- Vulsor quintus Strand, 1907
- Vulsor septimus Strand, 1907
- Vulsor sextus Strand, 1907